# Вама (комуна, Сату-Маре)
Вама (рум. Vama) — комуна у повіті Сату-Маре в Румунії. До складу комуни входить єдине село Вама.
Комуна розташована на відстані 432 км на північний захід від Бухареста, 37 км на схід від Сату-Маре, 119 км на північ від Клуж-Напоки.

## Населення
За даними перепису населення 2002 року у комуні проживали 3670 осіб.
Національний склад населення комуни:
| Національність   | Кількість осіб | Відсоток |
| ---------------- | -------------- | -------- |
| румуни           | 2592           | 70,6%    |
| угорці           | 994            | 27,1%    |
| цигани           | 74             | 2,0%     |
| німці            | 7              | 0,2%     |
| українці         | 1              | < 0,1%   |
| росіяни-липовани | 1              | < 0,1%   |

Рідною мовою назвали:
| Мова       | Кількість осіб | Відсоток |
| ---------- | -------------- | -------- |
| румунська  | 2674           | 72,9%    |
| угорська   | 994            | 27,1%    |
| українська | 1              | < 0,1%   |
| російська  | 1              | < 0,1%   |

Склад населення комуни за віросповіданням:
| Релігія            | Кількість осіб | Відсоток |
| ------------------ | -------------- | -------- |
| православні        | 2089           | 56,9%    |
| реформати          | 902            | 24,6%    |
| п'ятдесятники      | 258            | 7,0%     |
| греко-католики     | 95             | 2,6%     |
| римо-католики      | 21             | 0,6%     |
| не релігійні       | 9              | 0,2%     |
| баптисти           | 1              | < 0,1%   |
| адвентисти         | 1              | < 0,1%   |
| мусульмани         | 1              | < 0,1%   |
| унітарії           | 1              | < 0,1%   |
| атеїсти            | 1              | < 0,1%   |
| не вказали релігію | 19             | 0,5%     |

## Зовнішні посилання
- Дані про комуну Вама на сайті Ghidul Primăriilor [Архівовано 11 вересня 2009 у Wayback Machine.]